# MediaMarkt
MediaMarkt è una catena di distribuzione tedesca specializzata nell'elettronica e negli elettrodomestici di consumo. Insieme alla catena di negozi Saturn costituisce Media-Saturn Holding, di proprietà della società di vendita al dettaglio Ceconomy, scorporata da Metro Group nel 2017.
La catena è presente in Austria, Belgio, Germania, Italia, Lussemburgo, Paesi Bassi, Polonia, Spagna, Svizzera, Turchia e Ungheria.

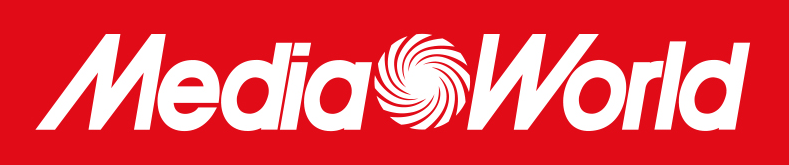
Logo di MediaWorld

In tutti i paesi l'insegna è MediaMarkt e lo slogan è "Non sono mica scemo", con l'eccezione dell'Italia, dove viene usato MediaWorld con lo slogan attuale "Let's go!".

## Slogan
| Paese             | Slogan                                            |
| ----------------- | ------------------------------------------------- |
| Svizzera tedesca  | Ich bin doch nicht blöd.                          |
| Paesi Baschi      | Ni ez naiz inozoa!                                |
| Catalogna         | Jo no sóc tonto!                                  |
| Paesi Bassi       | Ik ben toch niet gek!                             |
| Galizia           | Eu non son parvo!                                 |
| Grecia            | Δεν είμαι και χτεσινός!                           |
| Ungheria          | Mert hülye azért nem vagyok!                      |
| Italia            | Let's Go!                                         |
| Svizzera italiana | Non sono mica scemo!                              |
| Polonia           | Nie dla idiotów!                                  |
| Portogallo        | Eu é que não sou parvo!                           |
| Spagna            | ¡Yo no soy tonto!                                 |
| Svezia            | Allt annat känns puckat!                          |
| Turchia           | Ben aptal değilim!                                |
| Belgio            | FR: Je ne suis pas fou. NL: Ik ben toch niet gek. |

## Rete di vendita
Ogni negozio è per il 10% di proprietà degli store manager. I direttori dei negozi hanno la facoltà di decidere quali prodotti tenere in magazzino, l'assortimento, i prezzi, il personale e i costi dei materiali.
| Paese       | Nome del marchio | 1° negozio | Numero di negozi                |
| ----------- | ---------------- | ---------- | ------------------------------- |
| Austria     | MediaMarkt       | 1990       | 54                              |
| Belgio      | MediaMarkt       | 2002       | 22                              |
| Germania    | MediaMarkt       | 1979       | 396 (include 125 negozi Saturn) |
| Italia      | MediaWorld       | 1991       | 130                             |
| Lussemburgo | MediaMarkt       | 2021       | 2                               |
| Paesi Bassi | MediaMarkt       | 2000       | 48                              |
| Polonia     | MediaMarkt       | 1997       | 80                              |
| Spagna      | MediaMarkt       | 1999       | 119                             |
| Svizzera    | MediaMarkt       | 1994       | 25                              |
| Turchia     | MediaMarkt       | 2007       | 96                              |
| Ungheria    | MediaMarkt       | 1998       | 39                              |

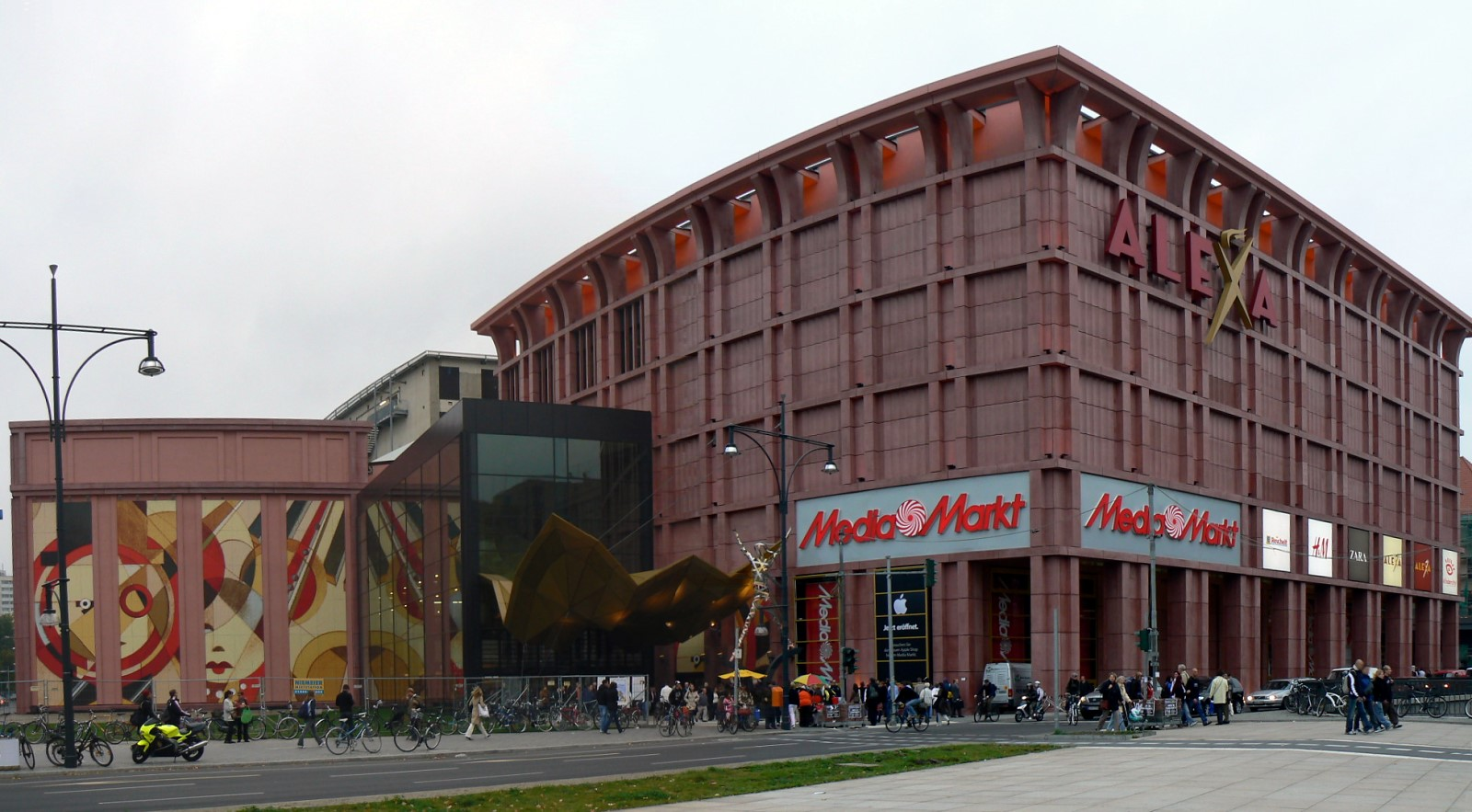
Media Markt nel Centro Alexa di Berlino.

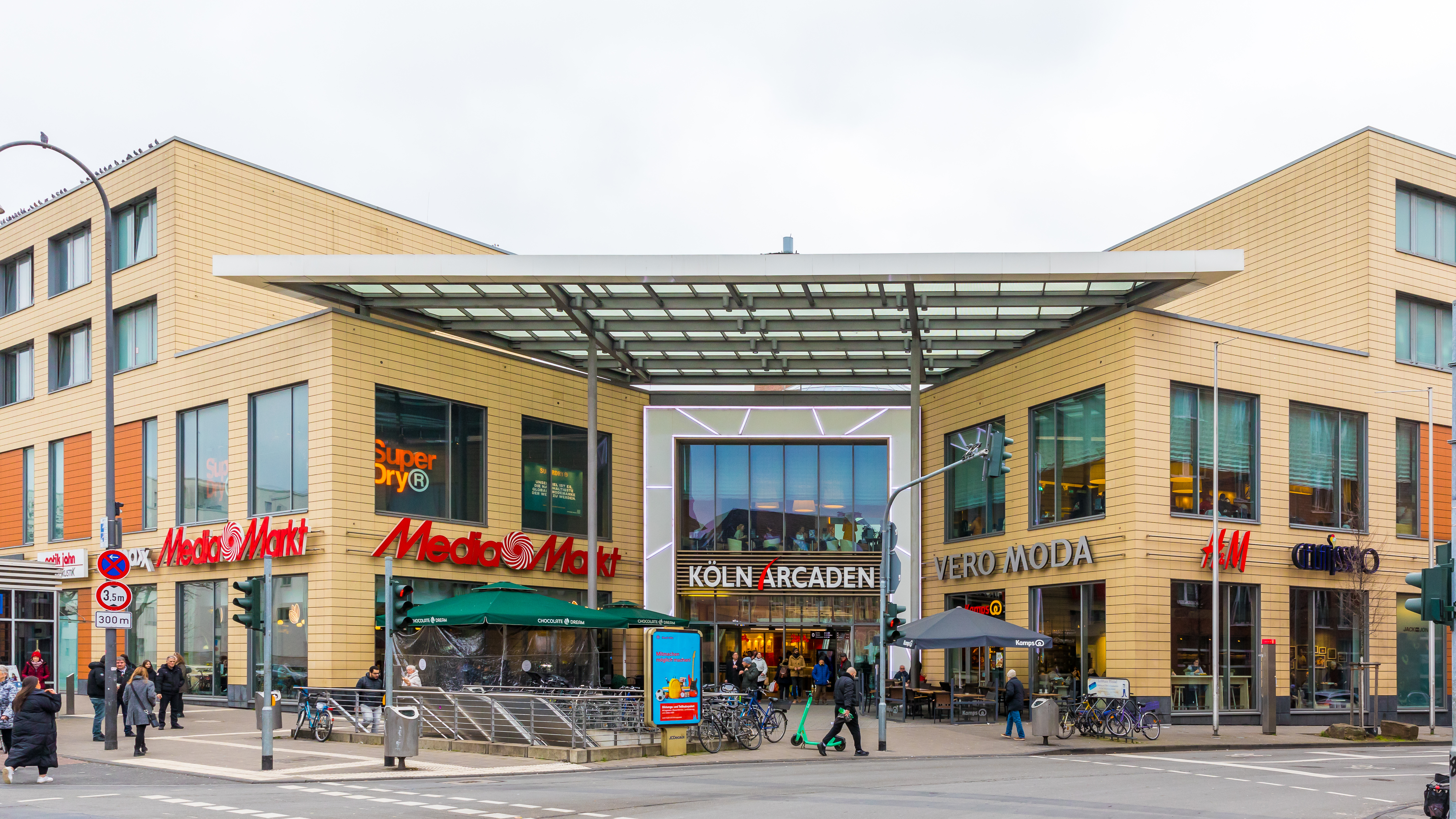
Media Markt a Colonia, Germania.

In precedenza, MediaMarkt è stato operativo anche in Cina, Grecia, Portogallo, Russia e Svezia.